# Donald Brown
Donald Eugene Brown II (11. dubna 1987 v Atlantic Highlands, stát New Jersey) je bývalý hráč amerického fotbalu, který nastupoval na pozici Running backa v National Football League. Univerzitní fotbal hrál za University of Connecticut, poté byl vybrán v prvním kole Draftu NFL 2009 týmem Indianapolis Colts.

## Vysoká škola
Brown navštěvoval Red Bank Catholic High School ve městě Red Bank ve státě New Jersey. V posledním ročníku naběhal 2 032 yardů a skóroval 27 touchdownů. S hodnocením tři hvězdičky byl podle webu Rivals.com ohodnocen jako 53. nejlepší Running back v USA. 22. ledna 2005 si pro pokračování své kariéry vybral University of Connecticut před University of Wisconsin.

## Univerzita
Brown podepsal dopis o záměru nastoupit na University of Connecticut 2. února 2005. Během tří let se 3 800 naběhanými yardy stal rekordmanem univerzity, ale poté, co v předposledním roce naběhal přes 2 000 yardů oznámil, že poslední ročník hrát nebude a vstoupí do Draftu NFL.

### 2006
Brown zahájil sezónu 2006 jako Kickoff returner a druhý Running back za kapitánem týmu, Terry Caulleym. Své schopnosti předvedl hned v prvním utkání, když naběhal 118 yardů z devíti pokusů, včetně 53-yardové běhu pro touchdown. Poté, co si 29. září Caulley poranil koleno, se Brown stává startujícím Running backem a v utkání proti Rutgers naběhá 199 yardů a skóruje 2 touchdowny. Tento výkon mu po zbytek sezóny zajišťuje pozici startujícího hráče. Nejlepší výkon sezóny podává hned v dalším zápase proti Pittsburghu, když ze 43 pokusů naběhá 205 yardů, skóruje 3 touchdowny (1 zachycený) a pomůže svému týmu k vítězství v dvojitém prodloužení 46-45. Celkem nasbírá 896 yardů a 9 touchdownů (2 zachycené), což stačí na nominaci do druhého týmu All Big East.

### 2007
Po úspěšné první sezóně se od Browna čekaly velké věci, jenže nepříjemná zranění a konkurence spoluhráče Andreho Dixona zbrzdili jeho výkony. Konečný účet 821 yardů a 8 touchdownů tak byl vlastně docela dobrý, protože Dixon měl ještě lepší statistiky. Dvakrát (proti Rutgers a West Virginii) naběhal přes 100 yardů a dvakrát (proti Duke a Syracuse) byl blízko k pokoření této hranice, protože získal 99 yardů.

### 2008
Díky Dixonově zranění kotníku před sezónou se Brown stává startujícím Running backem. V prvních osmi zápasech za sebou pokaždé překonává hranici 100 naběhaných yardů a dvakrát z toho dokonce 200 yardů (proti Temple a Virginii). Základní část zakončuje s 1 822 naběhanými yardy, což ho řadí na první místo v celé soutěži. 3. ledna 2009 je při vítězství 38-20 v International Bowlu proti University of Buffalo zvolen hráčem utkání za 261 naběhaných yardů (208 v druhé polovině) a 1 touchdown. S celkem 2 083 naběhanými yardy se stává teprve 14. hráčem v historii soutěže, který překonal 2 000 yardů. Po tomto utkání ohlašuje svůj záměr vstoupit do Draftu NFL 2009.

## Profesionální kariéra

### Draft NFL
Brown byl považován za jednoho ze tří nejlepších Running backů v nabídce spolu s Knowshonem Morenem a Chrisem Wellsem. Byl vybrán v prvním kole draftu na 27. místě celkově týmem Indianapolis Colts jako první hráč v historii University of Connecticut vybraný v prvním kole.

### Indianapolis Colts
2. srpna 2009 podepsal Donald Brown pětiletý kontrakt s Colts a stal náhradním Running backem za Josephem Addaiem. První touchdown kariéry skóroval 21. září 2009 při vítězství nad Miami Dolphins 27-23. 19. prosince zaznamenal první utkání s více než 100 naběhanými yardy při vítězství 34-24 nad Jacksonville Jaguars. V sezónách 2010 a 2011 dostal více prostoru, takže naběhal 497, respektive 645 yardů a zaznamenal 7 touchdownů. Nejlepší výkon podal 18. prosince 2011 v utkání proti Tennessee Titans, které Colts získali v poměru 27-23, zvítězili po třinácti prohraných zápasech v řadě a Brown naběhal 161 yardů, včetně 80-yardového běhu pro touchdown. Po propuštění Addaie se na začátku sezóny 2012 stává startujícím Running backem, ale po čtyřech zápasech přepustil pozici Vicku Ballardovi a občas také zaskakoval jako Fullback. Ani pro ročník 2013 nebyl startujícím hráčem, jenže kvůli zraněním ostatních Running backů tuto výsadu získal v 13. týdnu proti Tennessee Titans a až do konce sezóny ji nepustil. Celkem zaznamenal 537 naběhaných yardů, 6 touchdownů, 27 zachycených yardů a z nich 2 touchdowny.

### San Diego Chargers
Velký přetlak na pozici Running backa vyřešilo vedení Colts propuštěním Browna, který 11. března 2014 podepisuje tříletý kontrakt se San Diegem Chargers za 10,5 milionu dolarů, z toho 4 miliony garantované. V novém týmu se Brown stává náhradníkem za Brandenem Oliverem a celkem si připíše 223 naběhaných yardů a 211 zachycených.